# Vivasvant Patera
La Vivasvant Patera è una struttura geologica della superficie di Io.